# یان استین
یان استین (به هلندی: Jan Steen؛ دهه. ۱۶۲۶ – خاکسپاری ۳ فوریه ۱۶۷۹) یک نقاش اهل جمهوری هلند بود.
وی که از نقاشان قرن ۱۷ میلادی و دوران طلایی هلند بوده در شهر لیدن به دنیا آمده و نقاشی را زیر نظر نیکولاس کنوپفر نقاش آلمانی آموخت و آثار متعددی را خلق کرد که امروزه در موزه‌های هلند و اروپا نگه‌داری می‌شود.

## نگارخانه

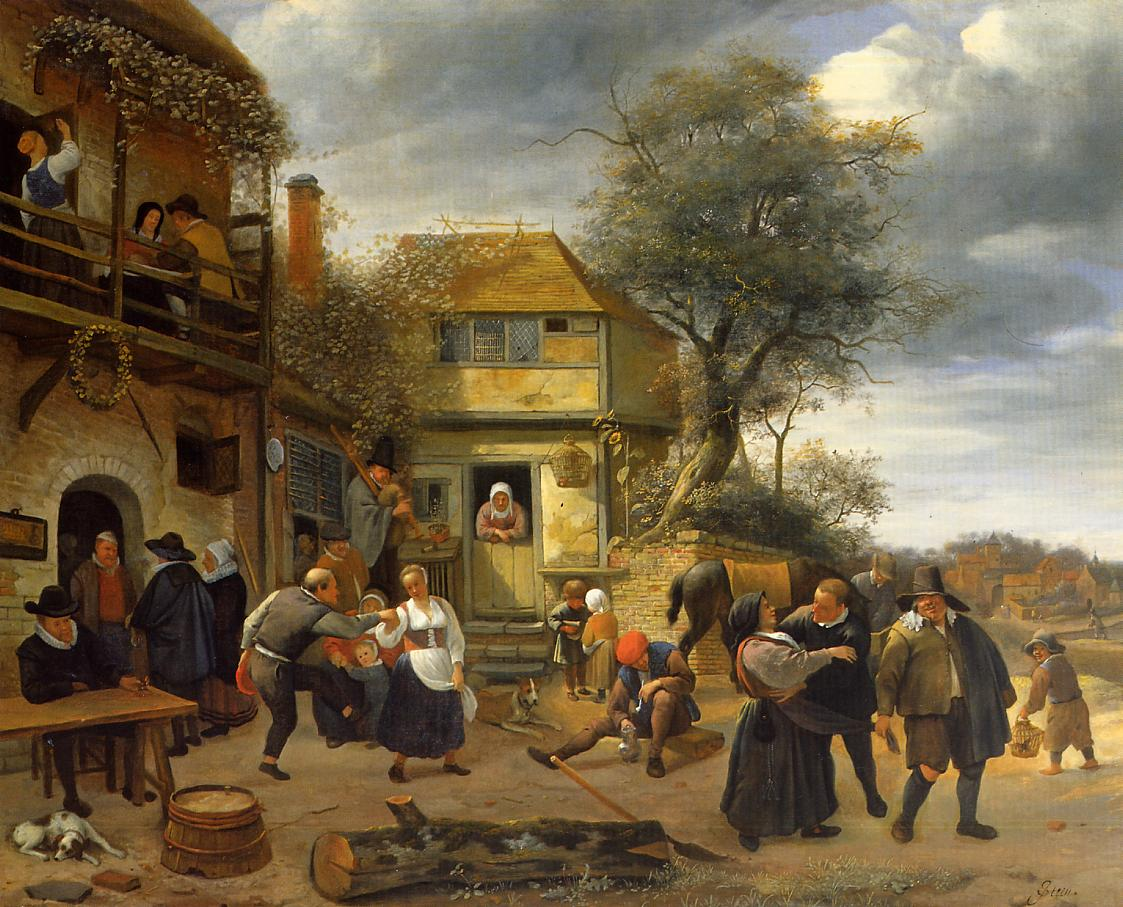
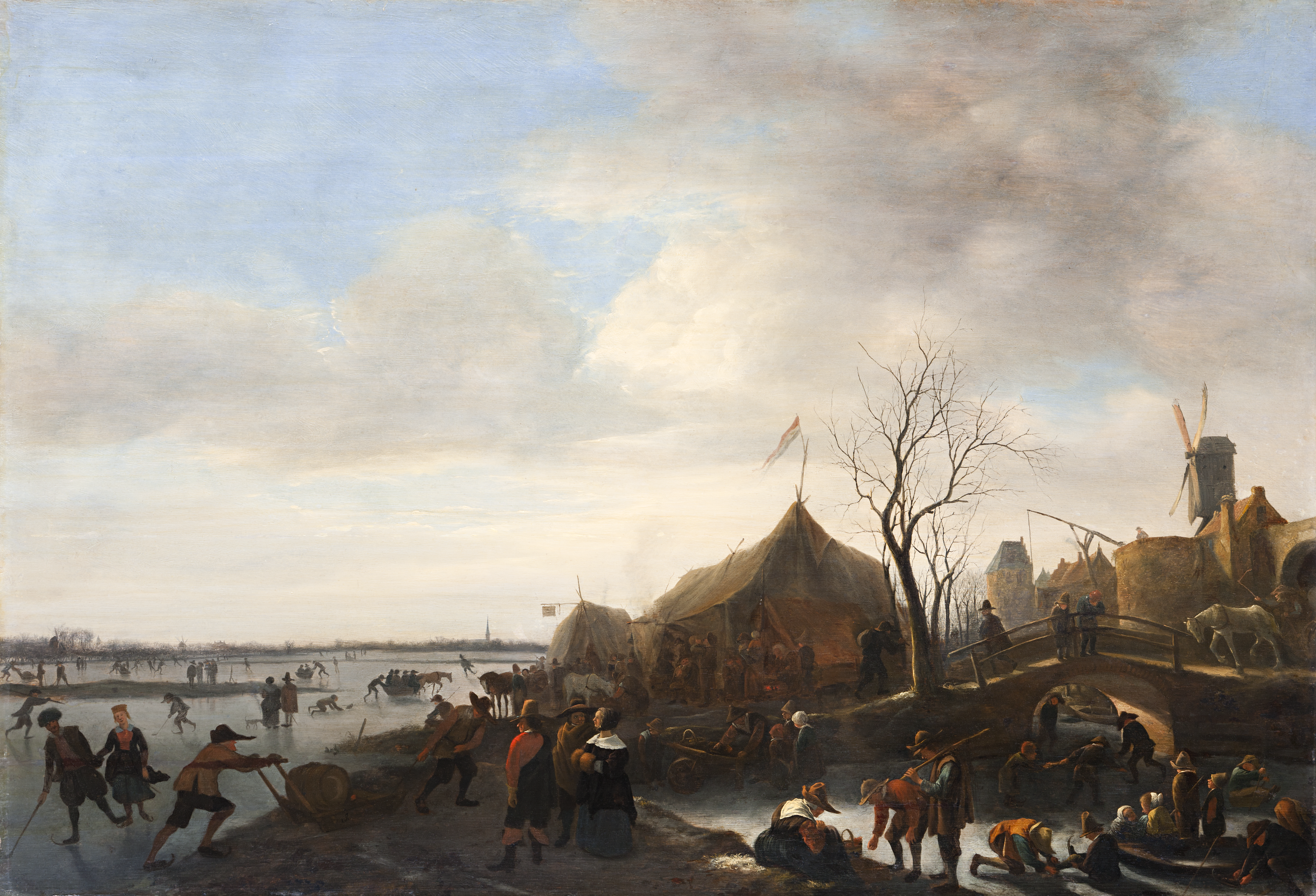
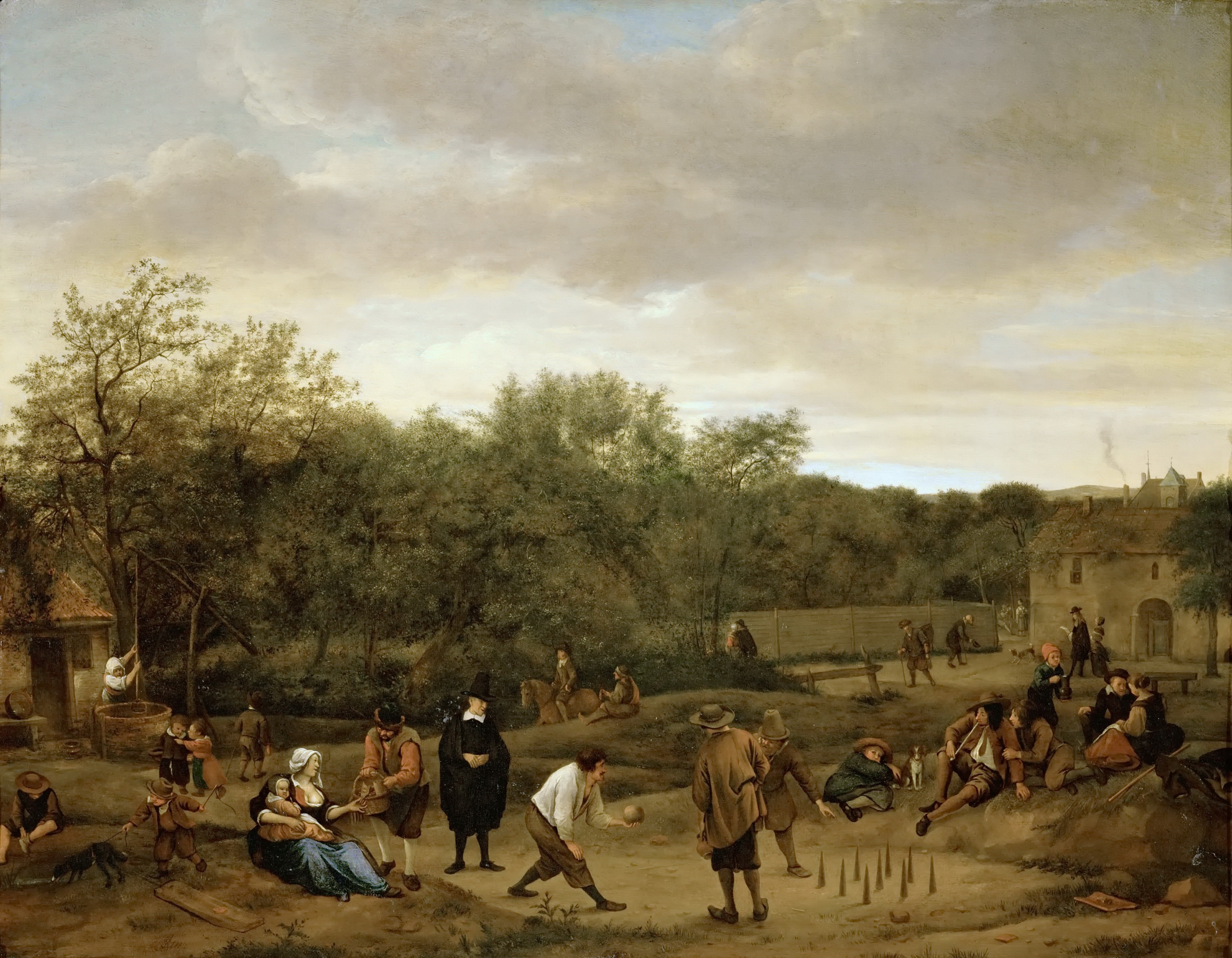
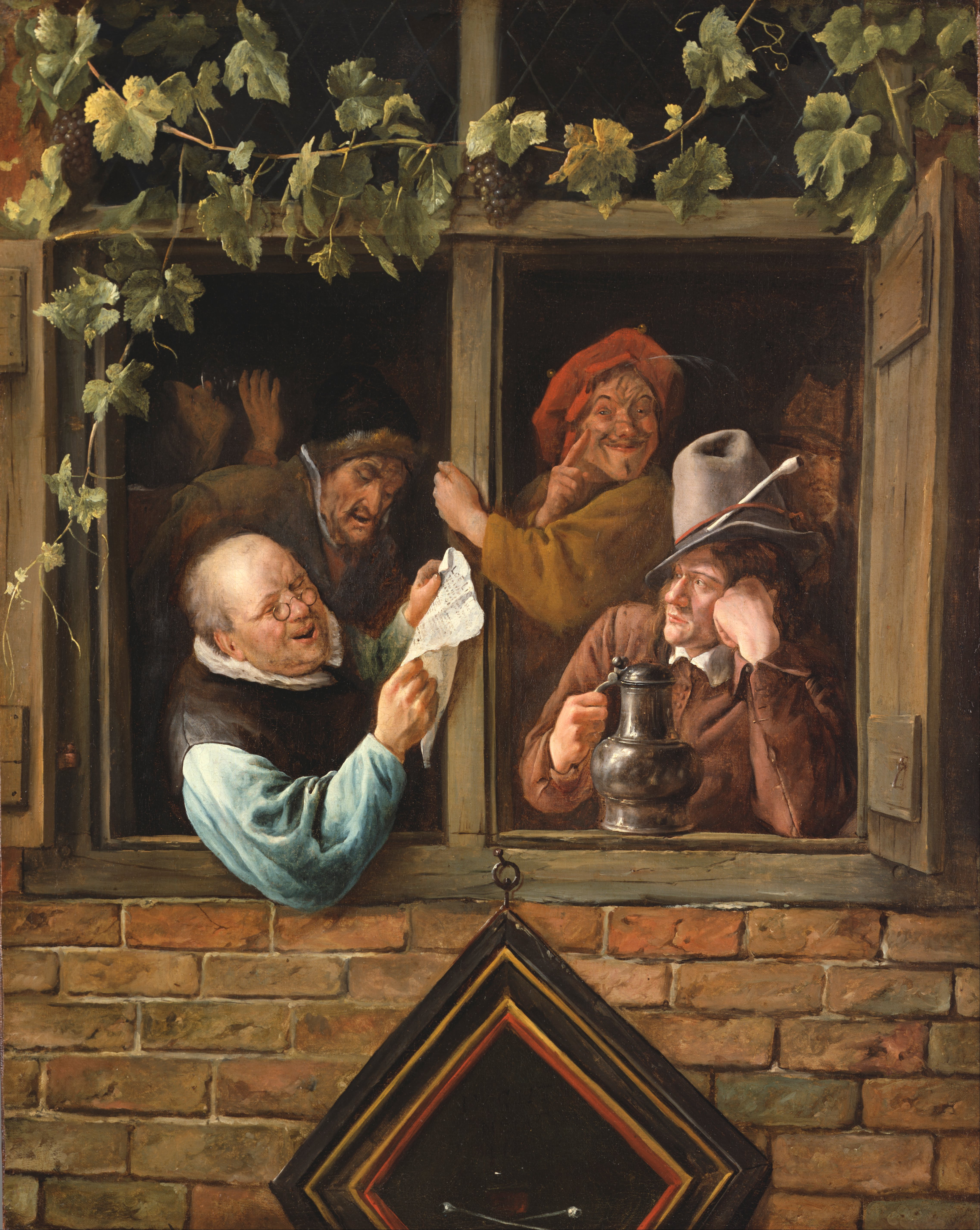
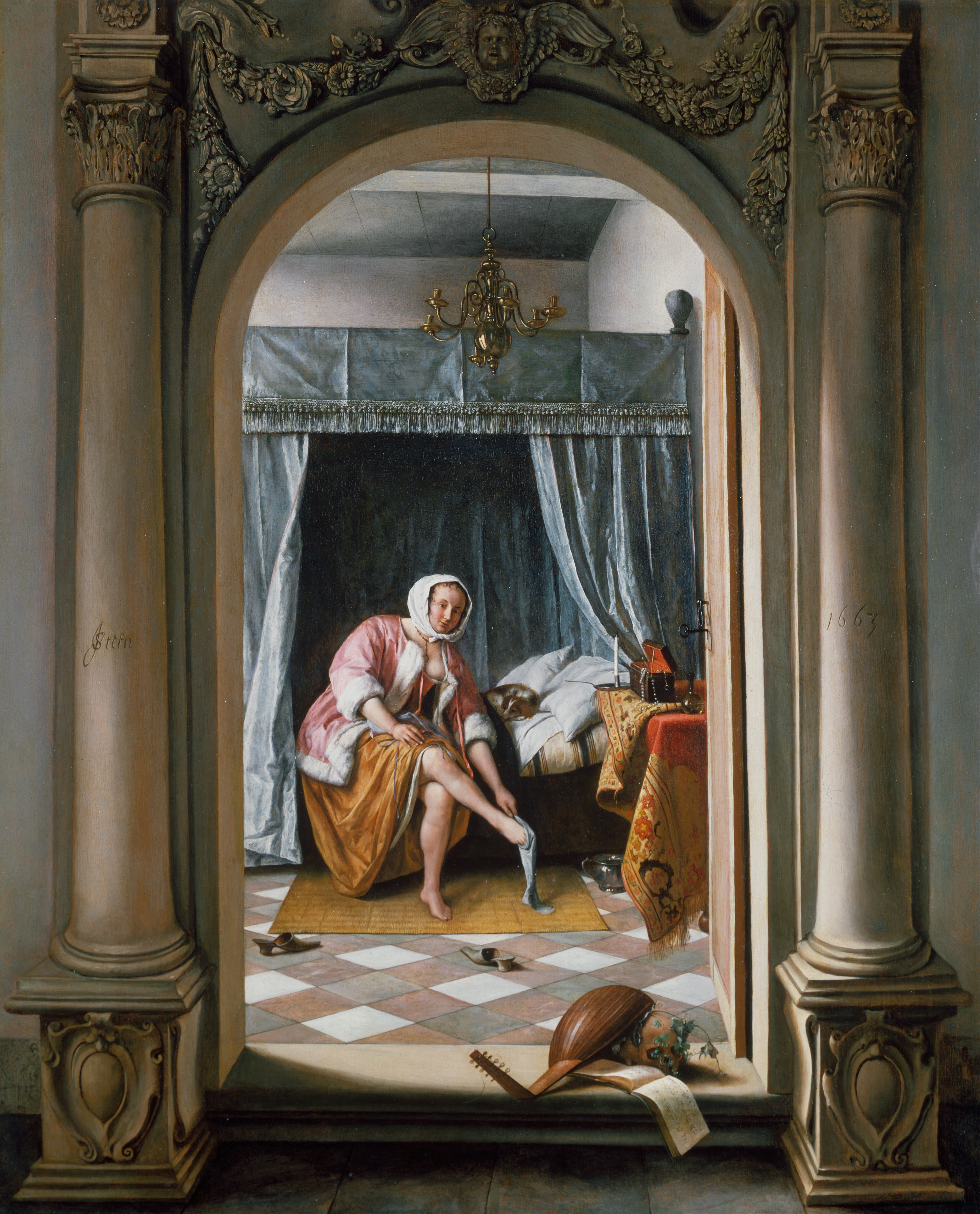
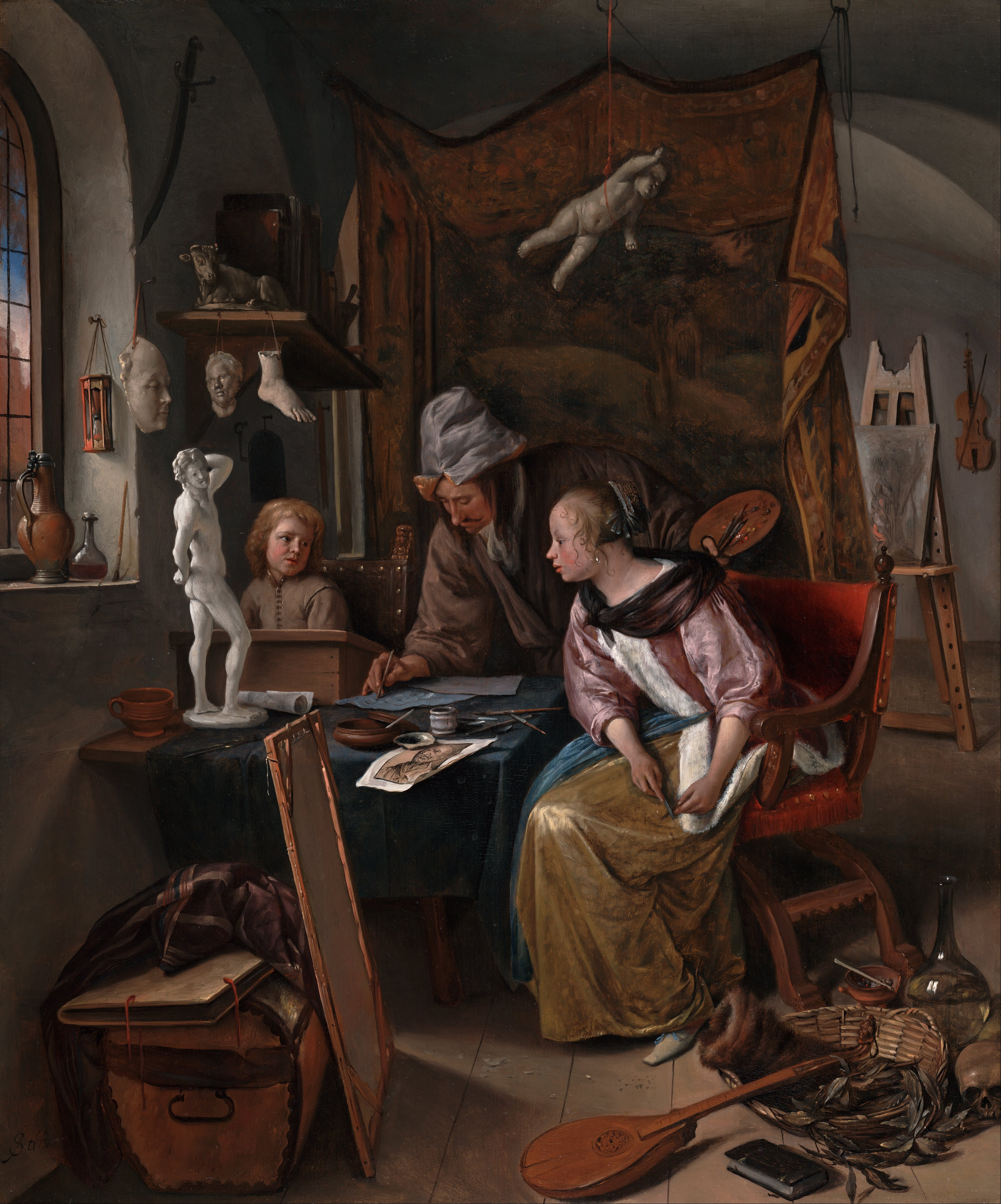
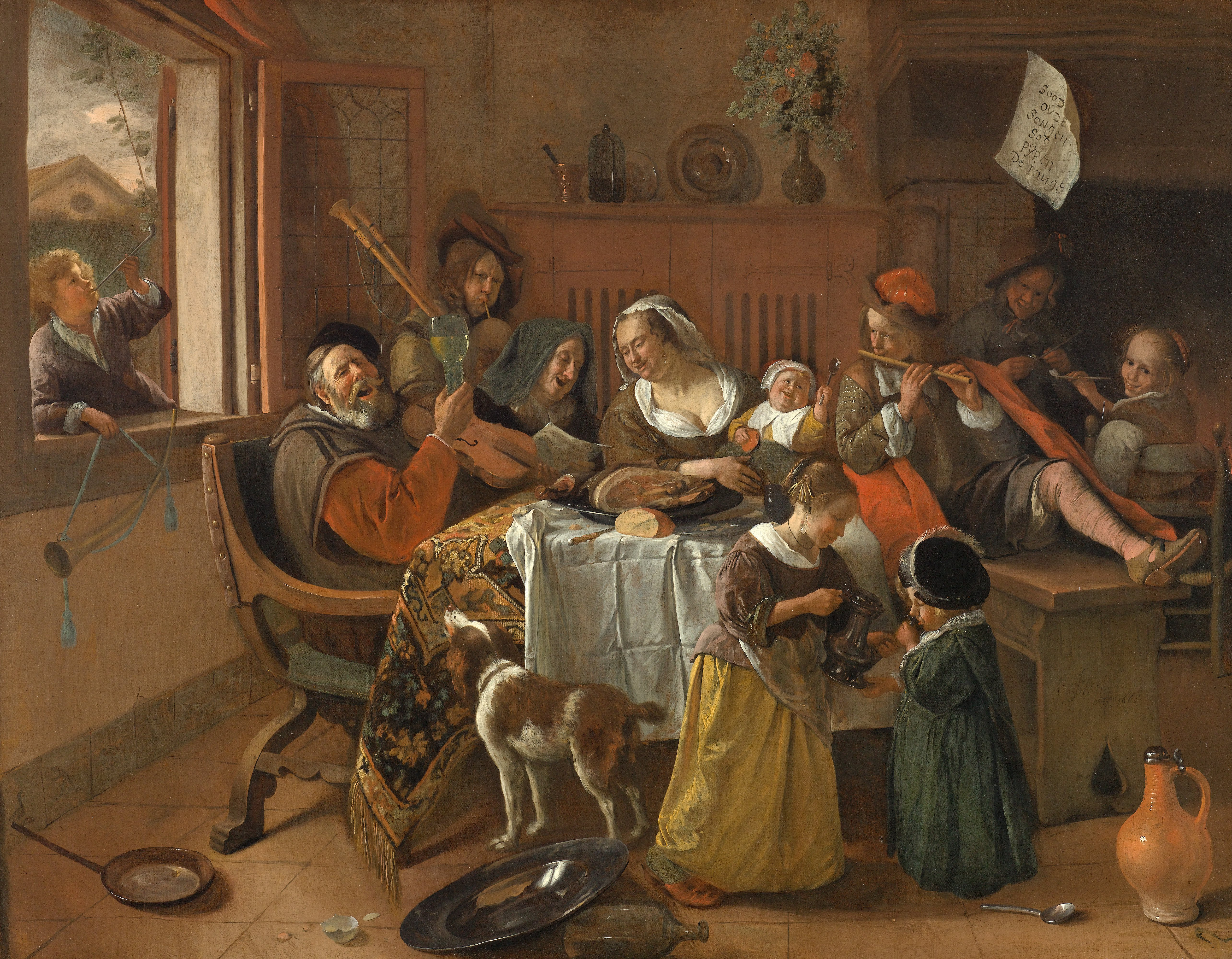
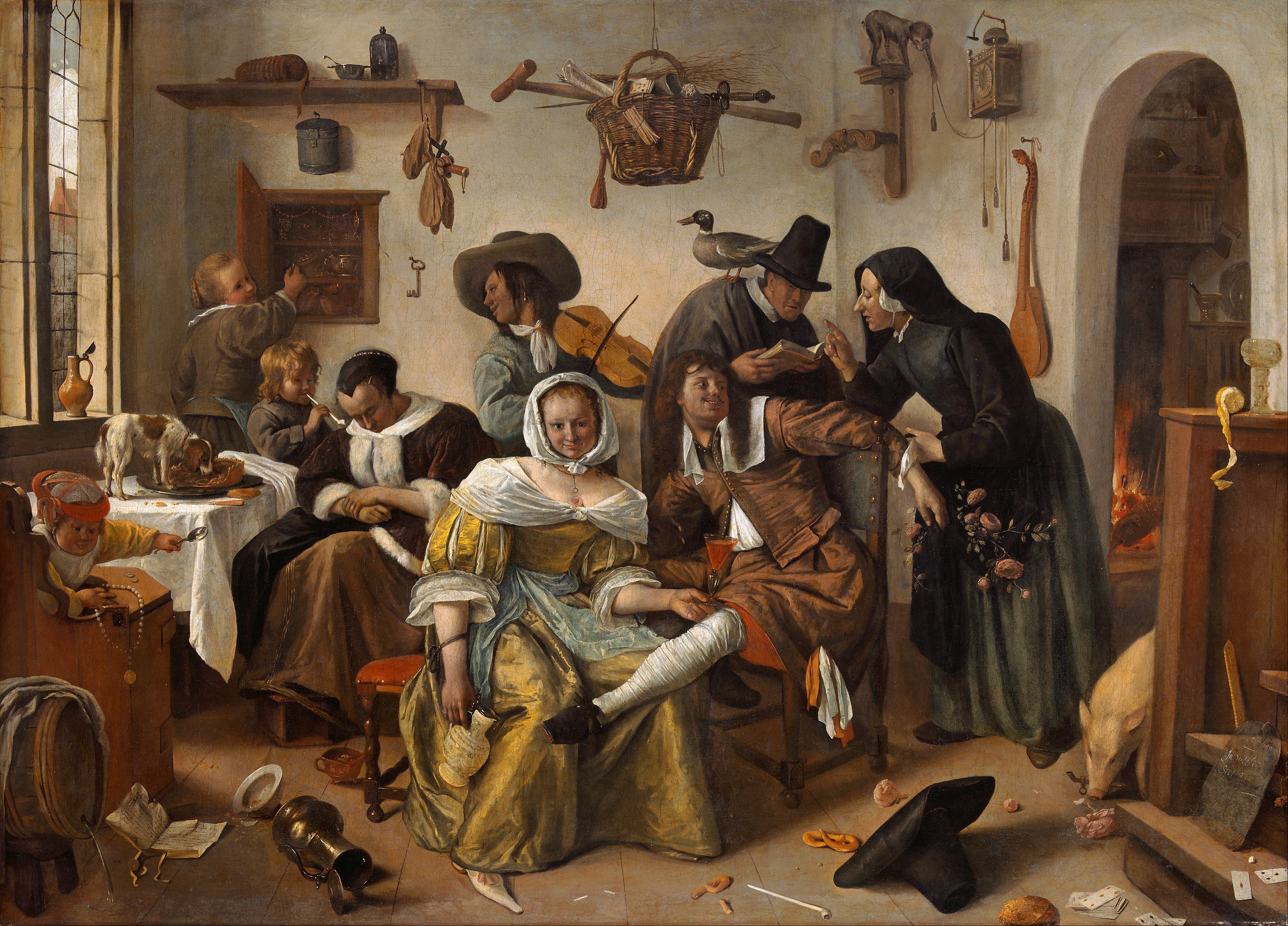
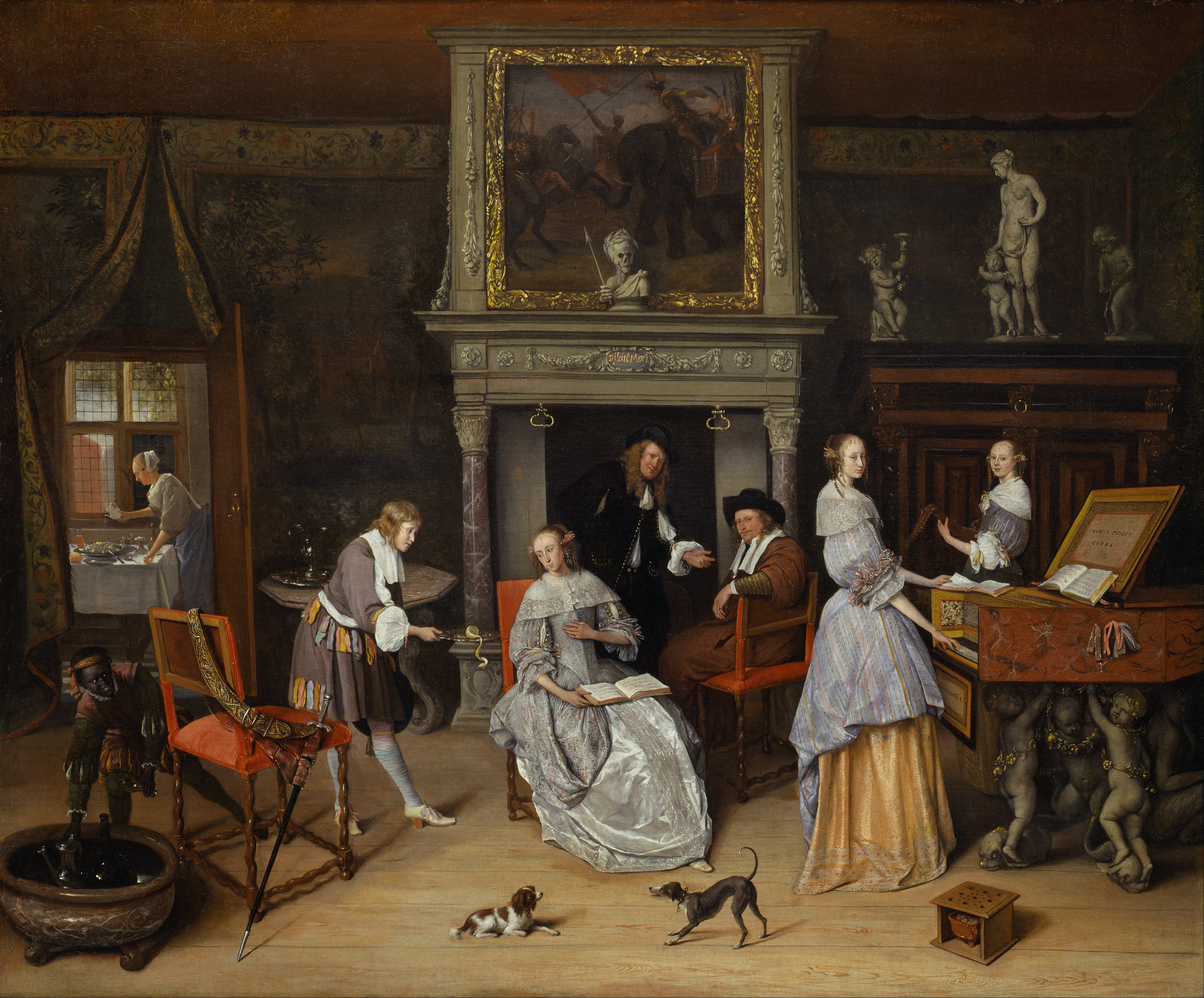
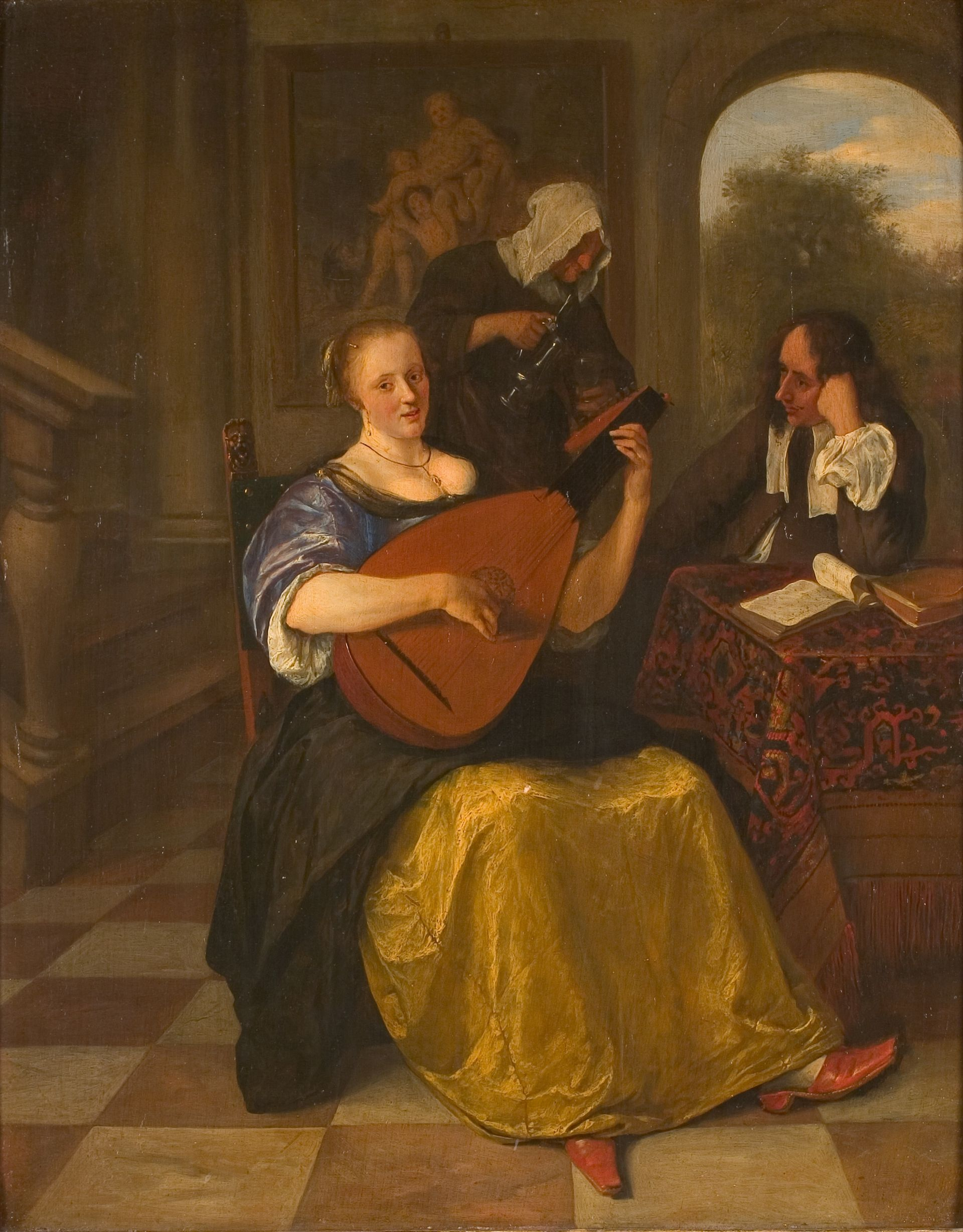
The lute player
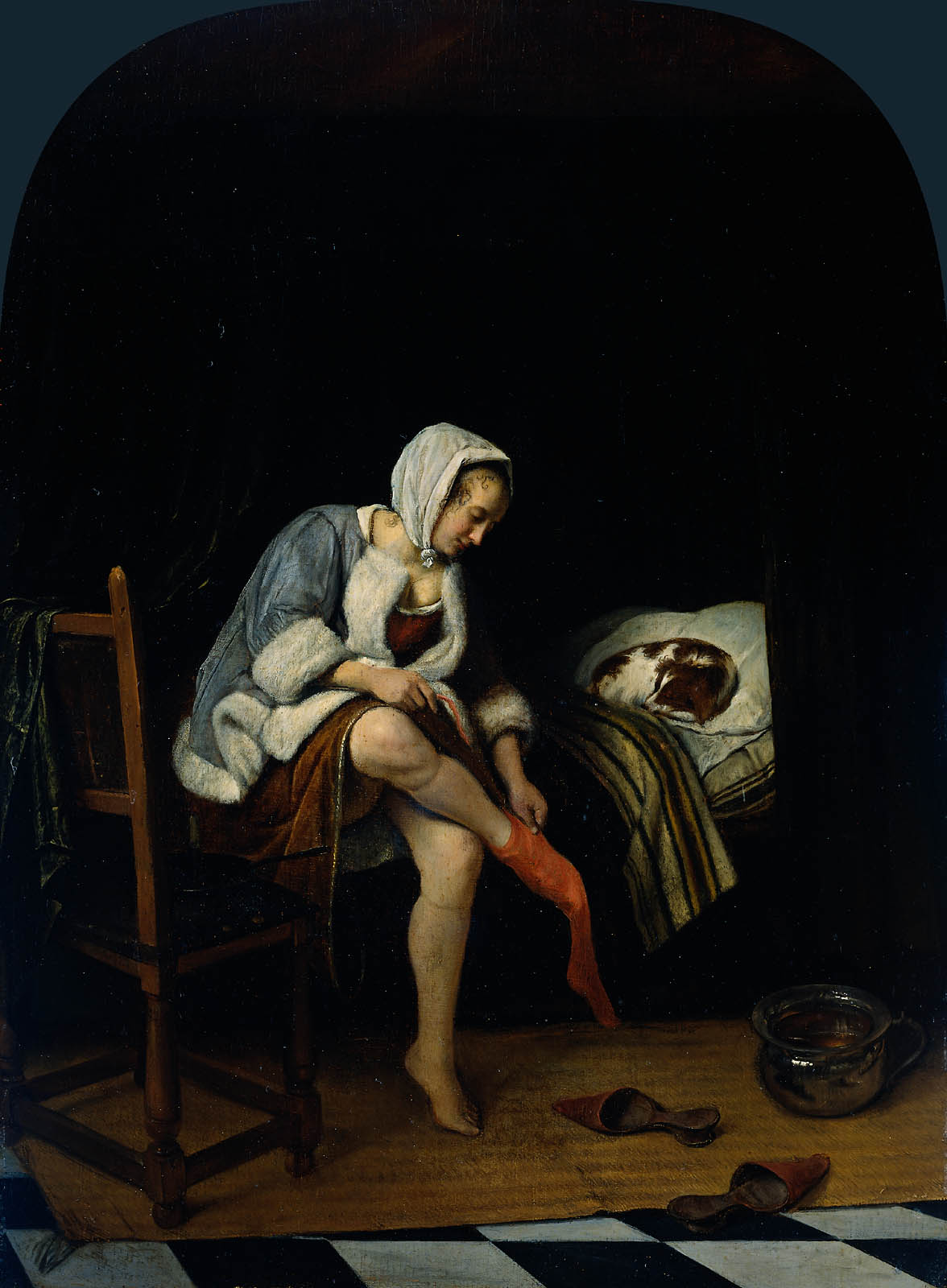
La Toilette, 1659–1660, Rijkmuseum
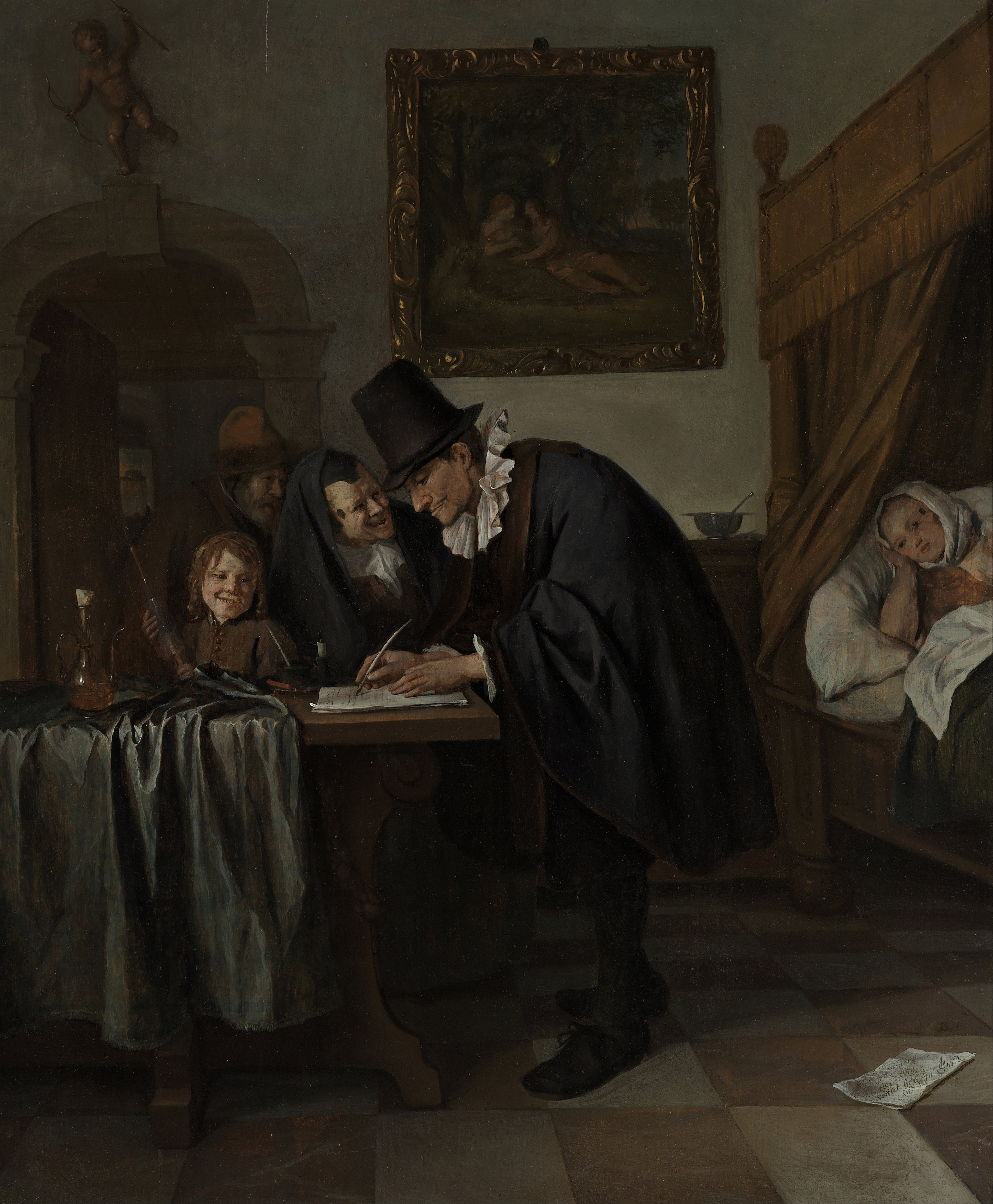
The Doctor's Visit c. 1665
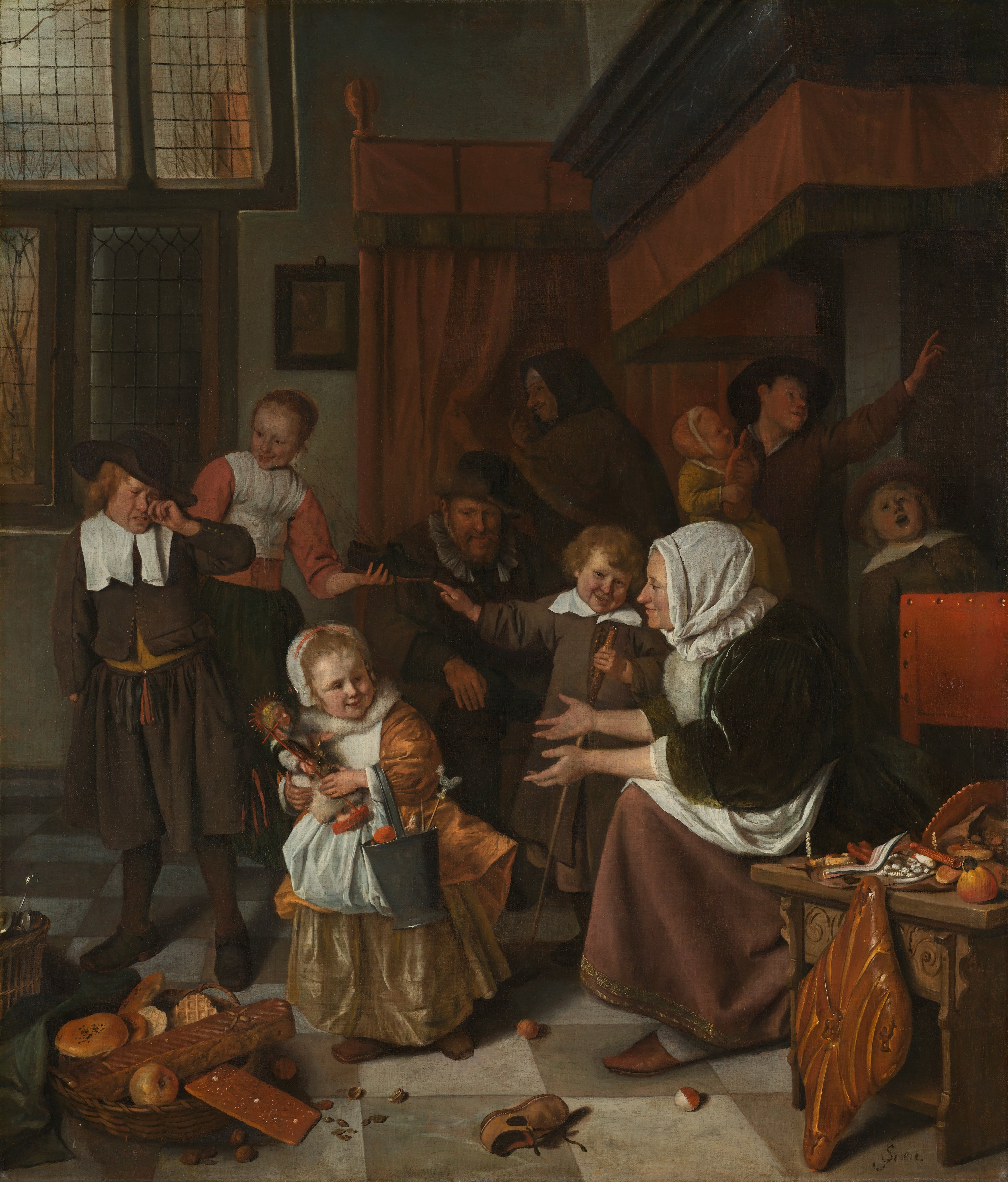
The Feast of Saint Nicholas, ح. 1665–1668
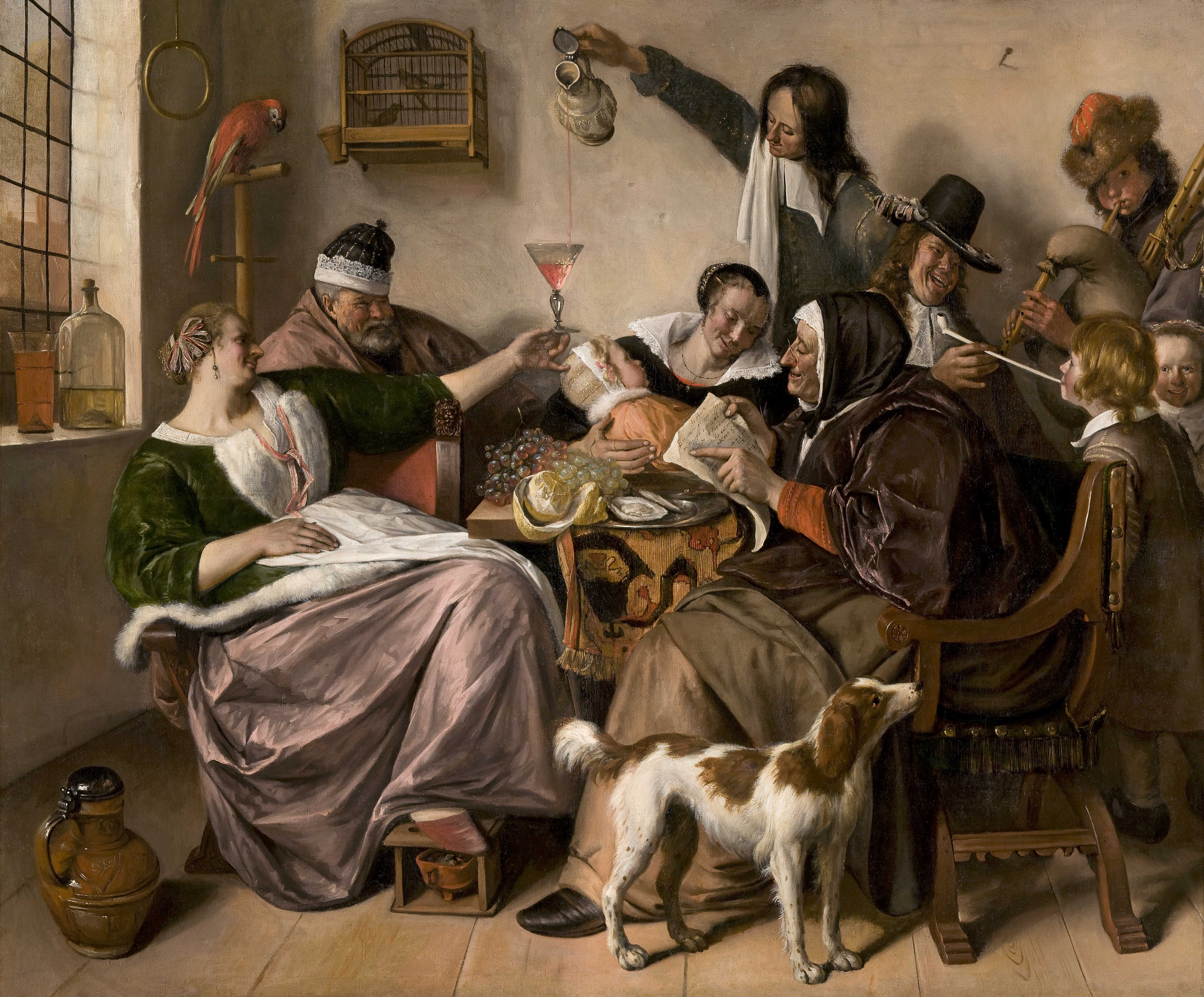
The way you hear it, circa 1665
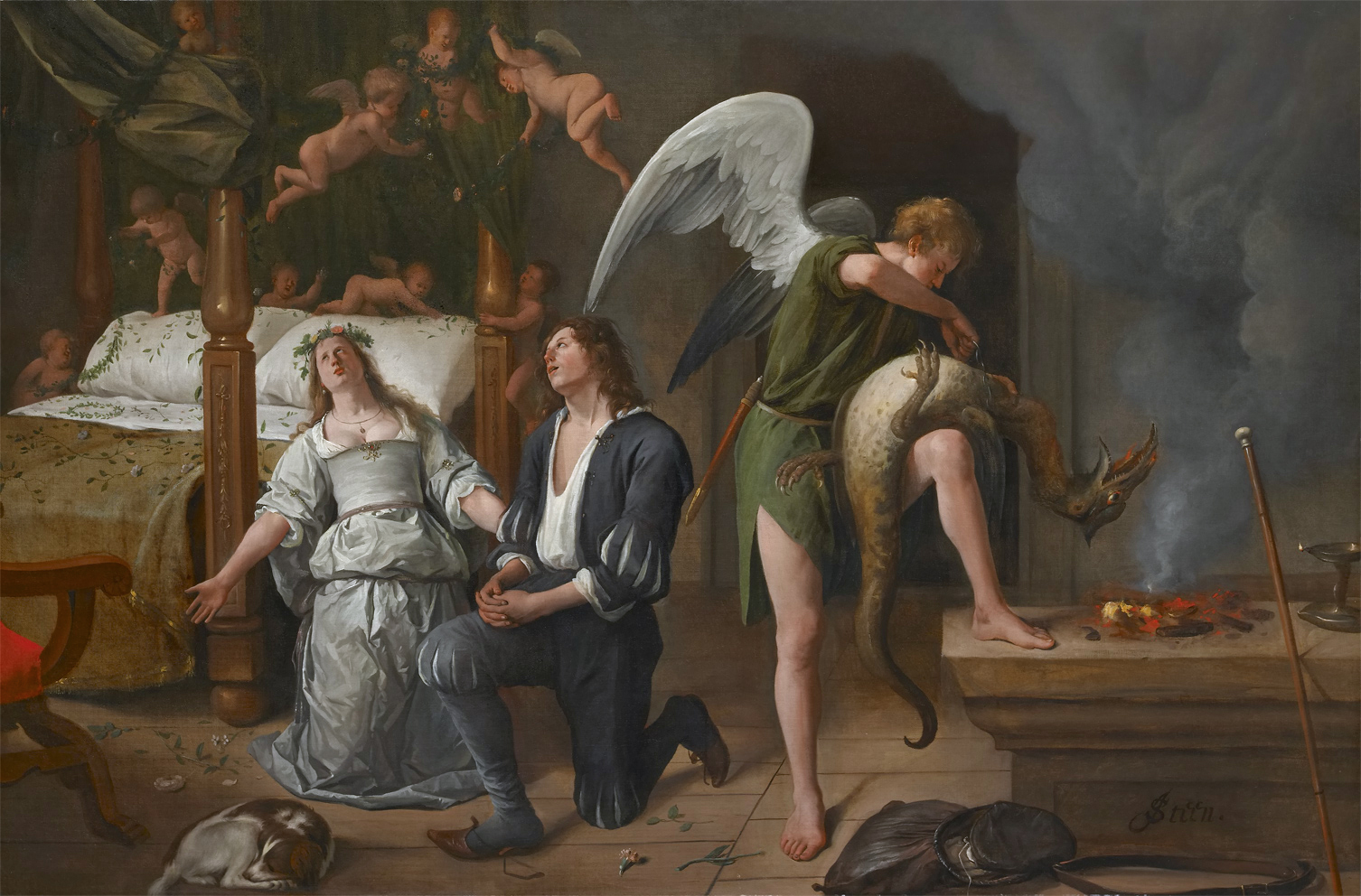
Marriage of Tobias and Sarah, circa 1660